# Alyssa Oviedo
Alyssa Jazmine Oviedo Reyes (18 de agosto de 2000) es una futbolista dominicana nacida en Estados Unidos que juega como mediocampista en Vermont Catamounts y en la selección nacional de República Dominicana .

## Carrera internacional
Oviedo nació en los Estados Unidos de padre peruano y madre dominicana y, como tal, era elegible para representar a cualquiera de estas tres naciones.
Fue la jugadora más destacada de República Dominicana en la clasificación para el Campeonato Sub-20 Femenino de CONCACAF 2018, anotando seis goles. El 5 de mayo de 2018, jugó oficialmente en la categoría absoluta y quedó ligada a la República Dominicana.

### Goles internacionales
Los puntajes y resultados enumeran el recuento de goles de República Dominicana en primer lugar
| N.º | Fecha              | Sede                                                             | Adversario | Puntaje | Resultado | Competencia                                             |
| --- | ------------------ | ---------------------------------------------------------------- | ---------- | ------- | --------- | ------------------------------------------------------- |
| 1   | 5 de mayo de 2018  | Estadio Panamericano, República Dominicana, República Dominicana | Cuba       | 1 –1    | 1–5       | Clasificación para el Campeonato Femenino CONCACAF 2018 |
| 2   | 11 de mayo de 2018 | Estadio Panamericano, República Dominicana, República Dominicana | Anguila    | 1 –0    | 3–0       | Clasificación para el Campeonato Femenino CONCACAF 2018 |
| 3   | 11 de mayo de 2018 | Estadio Panamericano, República Dominicana, República Dominicana | Anguila    | 3 –0    | 3–0       | Clasificación para el Campeonato Femenino CONCACAF 2018 |